# Ronald Joseph
Ronald Bert "Ron" Joseph  (Chicago, Illinois, 9 de outubro de 1944) é um ex-patinador artístico americano, que competiu em provas de duplas. Ele conquistou uma medalha de bronze olímpica em 1964 ao lado da parceira e irmã Vivian Joseph, e uma medalha de prata em campeonatos mundiais.

## Medalha olímpica
Os medalhistas de prata originais nas duplas, Marika Kilius e Hans Jürgen Bäumler, da Alemanha Ocidental, tiveram suas medalhas retiradas em 1966 pelo Comitê Olímpico Internacional, assim elevando Debbi Wilkes e Guy Revell para medalha de prata, e a dupla americana Vivian Joseph e Ronald Joseph para a medalha de bronze. Porém em 1987, o COI devolveu a medalha de prata a dupla alemã, porém as demais duplas não foram contatadas ou devolveram as medalhas, e nos registros do COI a dupla canadense apareciam com o bronze, e Vivian e Ronald não apareciam entre os medalhistas. Somente em 2013 o COI decidiu oficialmente que as duplas alemã e canadense vão oficialmente dividir a medalha de prata, e que a dupla americana não terá que devolver o bronze, sendo declarados medalhistas de bronze.

## Principais resultados

### Com Vivian Joseph
| Resultados                                            | Resultados       | Resultados      | Resultados        | Resultados        | Resultados        | Resultados       | Resultados    | Resultados    | Resultados    | Resultados    | Resultados    | Resultados    |
| Internacional                                         | Internacional    | Internacional   | Internacional     | Internacional     | Internacional     | Internacional    | Internacional | Internacional | Internacional | Internacional | Internacional | Internacional |
| Evento/Temporada                                      | 1959– 1960       | 1960– 1961      | 1961– 1962        | 1962– 1963        | 1963– 1964        | 1964– 1965       |               |               |               |               |               |               |
| ----------------------------------------------------- | ---------------- | --------------- | ----------------- | ----------------- | ----------------- | ---------------- | ------------- | ------------- | ------------- | ------------- | ------------- | ------------- |
| Jogos Olímpicos                                       |                  |                 |                   |                   | Medalha de bronze |                  |               |               |               |               |               |               |
| Campeonato Mundial                                    |                  |                 |                   | 8.º               | 4.º               | Medalha de prata |               |               |               |               |               |               |
| Campeonato Norte-Americano                            |                  |                 |                   | Medalha de bronze |                   | Medalha de ouro  |               |               |               |               |               |               |
| Nacional                                              |                  |                 |                   |                   |                   |                  |               |               |               |               |               |               |
| Campeonato dos Estados Unidos                         |                  |                 | Medalha de bronze | Medalha de prata  | Medalha de prata  | Medalha de ouro  |               |               |               |               |               |               |
| Campeonato dos Estados Unidos – Júnior                | Medalha de prata | Medalha de ouro |                   |                   |                   |                  |               |               |               |               |               |               |
|                                                       |                  |                 |                   |                   |                   |                  |               |               |               |               |               |               |
| Legenda: Competição não foi disputada nesta temporada |                  |                 |                   |                   |                   |                  |               |               |               |               |               |               |